# Михаило Пејић
Михаило Пејић (1878 — 1924) био је српски политичар. Пејић је био председник Медвеђске општине и народни посланик.

## Биографија
Рођен је 1878. године у Црној Трави (Власина Рид). Његова породица преселила се у Црни Врх. Завршио је основну школу у Медвеђи. Војни кадар служио је у Нишу. Као друштвен и писмен човек рано се укључио у политички живот Горње Јабланице. Био је напредан сељак и домаћин. Имао је 18-оро деце. Биран је за председника Медвеђске општине и за народног посланика 1908-1912. Учесник је балканских ратова 1912. и 1913. године, јабланичког комитског покрета и Топличког устанка 1917. године. После Првог светског рата био је председник Медвеђске општине. Припадао је Радикалској странци. Направио је прву стругару на планини Радан. Умро је 1924. године. Остао је у трајном сећању као угледан човек и политичар у својој средини.